# The Embarrassment of Riches (film 1913)
The Embarrassment of Riches è un cortometraggio muto del 1913 diretto da Charles M. Seay.

## Produzione
Il film fu prodotto dalla Edison Manufacturing Company.

## Distribuzione
Distribuito dalla General Film Company, il film - un cortometraggio in una bobina - uscì nelle sale cinematografiche degli Stati Uniti il 24 settembre 1913. L'11 dicembre di quello stesso anno, il film fu distribuito anche nel Regno Unito.